# Sara Persson
Sara Persson (ur. 23 czerwca 1980 w Danderyd, Szwecja) – szwedzka badmintonistka. Uczestniczka Letnich Igrzysk Olimpijskich 2008. Jej siostrą jest Johanna Persson.